# The Six Wives of Henry VIII (serie de televisión de 1970)
The Six Wives of Henry VIII (en España, Las Seis Esposas de Enrique VIII) es una serie de televisión de temática histórica de seis capítulos producida por BBC Studios en 1969 y emitida por primera vez por la BBC 2 entre el 1 de enero y el 5 de febrero de 1970. 

## Episodios
Cada capítulo de la serie está dedicado a una de las seis esposas que tuvo el monarca inglés Enrique VIII, siendo escrito cada capítulo por un guionista diferente y narrado desde la perspectiva de la esposa.
| No. | Título original       | Dirigido por   | Escrito por          | Duración   | Fecha de emisión en el Reino Unido | Fecha de Emisión en España |
| --- | --------------------- | -------------- | -------------------- | ---------- | ---------------------------------- | -------------------------- |
| 1   | "Catherine of Aragon" | John Glenister | Rosemary Anne Sisson | 90 minutos | 1 de enero de 1970                 | 25 de enero de 1976        |
| 2   | "Anne Boleyn"         | Naomi Capon    | Nick McCarty         | 88 minutos | 8 de enero de 1970                 | 1 de febrero de 1976       |
| 3   | "Jane Seymour"        | John Glenister | Ian Thorne           | 90 minutos | 15 de enero de 1970                | 8 de febrero de 1976       |
| 4   | "Anne of Cleves"      | John Glenister | Jean Morris          | 90 minutos | 22 de enero de 1970                | 15 de febrero de 1976      |
| 5   | "Catherine Howard"    | Naomi Capon    | Beverley Cross       | 90 minutos | 29 de enero de 1970                | 22 de febrero de 1976      |
| 6   | "Catherine Parr"      | Naomi Capon    | John Prebble         | 88 minutos | 5 de febrero de 1970               | 29 de febrero de 1976      |

## Elenco
- Keith Michell como Enrique VIII
- Annette Crosbie como Catalina de Aragón
- Dorothy Tutin como Ana Bolena
- Anne Stallybrass como Jane Seymour
- Elvi Hale como Ana de Cleves
- Angela Pleasence como Catalina Howard
- Rosalie Crutchley como Catalina Parr
- Margaret Ford como María de Salinas
- John Baskcomb como Cardenal Wolsey
- Wolfe Morris como Thomas Cromwell
- John Woodnutt como Enrique VII
- Bernard Hepton como Thomas Cranmer
- Ralph Bates como Thomas Culpeper
- Sheila Burrell como Lady Rochford
- Patrick Troughton como el Duque de Norfolk
- John Ronane como Thomas Seymour

## Emisión en España y Doblaje
La serie fue emitida por primera vez en España los domingos a las 22:15 horas entre el 25 de enero y 29 de febrero de 1976 por TVE-1.
Fue doblada en los estudios TECNISON de Madrid y contó con las siguientes voces:
| Personaje           | Actor de doblaje     |
| ------------------- | -------------------- |
| Enrique VIII        | Ángel María Baltanás |
| Catalina de Aragón  | Lola Herrera         |
| Ana Bolena          | Mari Ángeles Herranz |
| Jane Seymour        | María Luisa Rubio    |
| Ana de Cleves       | María Romero         |
| Catalina Howard     | Selica Torcal        |
| Catalina Parr       | Josefina de Luna     |
| María de Salinas    | Marisa Marco         |
| Cardenal Wolsey     | Rafael Arcos         |
| Thomas Cromwell     | José María Carrafell |
| Enrique VII         | Francisco Arezana    |
| Thomas Cranner      | Carlos Revilla       |
| Thomas Culpeper     | José Moratalla       |
| Lady Rochford       | Lola Cervantes       |
| Duque de Norfolk    | Eduardo Calvo        |
| Embajador De Puebla | Rafael Navarro       |
| Gómez de Fuensalida | Rafael de Penagos    |